# أحمد لوكسر
أحمد لوكسر ممثل مصري ولد في الإسكندرية في 7 مارس 1921 وتوفي 17 مارس 1993 عن عمر ناهز 73 عام.

## فيلموجرافيا
مثل في 67 عمل
1. جريمة في الأعماق
فيلم 1992 أبو عفاف
2. اللعبة القذرة
فيلم 1992 منصف بيه (النائب العام)
3. سمع هس
فيلم 1991
4. اللعب مع الكبار
فيلم 1991 ضيف شرف
5. أرملة رجل حي
فيلم 1989
6. السقوط
فيلم 1989
7. غرام الأفاعي
فيلم 1988
8. حكاية نص مليون دولار
فيلم 1988
9. رجل في فخ النساء
فيلم 1987
10. بئر الخيانة
فيلم 1987
11. سكة الندامة
فيلم 1987
12. لعبة الكبار
فيلم 1987
13. سلام يا صاحبي
فيلم 1986 أمين مساعد الملك
14. شهد الملكة
فيلم 1985 شيخ الحارة خليل الفص
15. صاحب الإدارة بواب العمارة
فيلم 1985
16. عندما يبكي الرجال
فيلم 1984 بيومي حسونه
17. صديقي الوفي
فيلم 1984 شوقي
18. وكالة البلح
فيلم 1982 أمجد بيه
19. وتوالت الأحداث عاصفة
مسلسل 1982
20. واحدة... بعد واحدة ونص
فيلم 1978
21. حبيبة غيري
فيلم 1976
22. حكمتك يا رب
فيلم 1976 وكيل النيابة - ضيف شرف
23. على ورق سيلوفان
فيلم 1975 أحمد
24. مين يقدر على عزيزة
فيلم 1975
25. رحلة العمر
فيلم 1974 موظف الاستقبال بالفندق
26. أرملة ليلة الزفاف
فيلم 1974
27. كلمة شرف
فيلم 1973
28. الشيماء
فيلم 1972 عبد الله بن أبي ابن سلول
29. شياطين البحر
فيلم 1972
30. ملوك الشر
فيلم 1972
31. البعض يعيش مرتين
فيلم 1971
32. الشجعان الثلاثة
فيلم 1969
33. المساجين الثلاثة
فيلم 1968
34. السيرك
فيلم 1968
35. الوديعة
فيلم 1965
36. المدير الفني
فيلم 1965
37. الإعتراف
فيلم 1965
38. الطريق
فيلم 1964
39. أمير الدهاء
فيلم 1964
40. الأيدي الناعمة
فيلم 1963 ابن عم شوكت حلمي
41. الناصر صلاح الدين
فيلم 1963 رينو دي شاتيون أمير الكرك
42. مع الذكريات
فيلم 1963 حمدي
43. صراع مع الملائكة
فيلم 1962
44. آخر فرصة
فيلم 1962
45. يوم بلا غد
فيلم 1962
46. دنيا البنات
فيلم 1962
47. الضوء الخافت
فيلم 1961
48. لا تذكريني
فيلم 1961 العاشق
49. يوم من عمري
فيلم 1961
50. السبع بنات
فيلم 1961
51. تحت سماء المدينة
فيلم 1961
52. أنا العدالة
فيلم 1961
53. جميلة
فيلم 1960
54. أني أتهم
فيلم 1960
55. المرأة المجهولة
فيلم 1959
56. شمس لا تغيب
فيلم 1959
57. العتبة الخضراء
فيلم 1959
58. فضيحة في الزمالك
فيلم 1959
59. بين السماء والأرض
فيلم 1959
60. إسماعيل يس بوليس سري
فيلم 1959
61. كهرمان
فيلم 1958
62. الحب الصامت
فيلم 1958 د. شوقي
63. تجار الموت
فيلم 1957
64. الله معنا
فيلم 1955
65. مملكة النساء
فيلم 1955
66. أمريكاني من طنطا
فيلم 1954

## روابط خارجية
- أحمد لوكسر على موقع IMDb (الإنجليزية)
- أحمد لوكسر على موقع الدهليز
- أحمد لوكسر على موقع قاعدة بيانات الأفلام العربية